# Petroglifos de Boca Chaquimayo
Los petroglifos de Boca Chaquimayo son un conjunto de grabados en roca, están ubicados en el distrito de San Gabán, provincia de Carabaya, en el departamento de Puno, al sureste del Perú.

## Ubicación
Los petroglifos fueron notificados por primera vez en octubre de 2007 y abril de 2008. Se encuentra en el piedemonte andino y representa la confluencia de las culturas andinas y amazónicas; está a solo a 2,5 kilómetros del pueblo de San Gabán.

## Descripción
Los petroglifos están esparcidas en seis bloques líticos cerca al cañón del río Chaquimayo, cerca de la Carretera Interoceánica, separado por un puente de cemento. Cinco de los seis bloques son alargados y son sujetados apuntando hacia el este, su peso se sujeta en rocas menores. Los rupestres son de la paleozoico ordovícico superior.
Los petroglifos son comparados con los petroglifos de Pusharo en el departamento de Madre de Dios, por sus similitudes.

## referencias
1. 1 2 3 4  «Los petroglifos de Boca Chaquimayo: reliquia arqueológica de la Amazonía puneña, Perú». Rupestre web. Consultado el 23 de febrero de 2021.